# پل دوآب (پاوه)
پل دوآب یا پل سیروان (به کردی: پردو دوئاوێ، پردو سیروانێ) پلی است بر روی رودخانه سیروان که در ۲۵ کیلومتری شمال غربی شهر پاوه در استان کرمانشاه قرار دارد.

## نام‌گذاری
از آنجا که موقعیت مکانی این پل در محل تلاقی رودخانه سیروان با رودخانهٔ کوچک‌تر چم پاوه‌رود در مکانی با نام دوآب واقع شده، با نام «پل دوآب» شهرت یافته‌است. اما از آنجا که این پل بر روی رودخانهٔ سیروان ساخته شده‌است، گاه از آن با نام پل سیروان نیز یاد می‌شود.

## تاریخچه
تا پیش از نوسازی دوران پهلوی اول، در منطقهٔ هورامان پل‌های متعددی به روش سنتی و توسط اهالی منطقه ساخته شده‌بود که از میان آن‌ها می‌توان به پلی در نزدیکی روستای شیخان (پل کران)، پلی در نزدیکی روستای وراء (به همت شیخ محمدعزیز که سالارالدوله در سفری در کنار این پل توقفی کوتاه داشته‌است)، پلی در نزدیکی روستای حجیج و پل مشهور به پردی ملا (بالاتر از چشمه بل مابین روستای ناو و اسپه‌ریز) اشاره کرد.
پل دوآب در دوران پهلوی اول ساخته شده‌است و بخشی از جادهٔ پاوه-نوسود به شمار می‌آید که در همان دوران ساخته شد. بر روی یکی از سنگ‌های دیوار ضلع شرقی پل تاریخ ساخت پل دوآب، سال ۱۳۱۴ حک شده‌است. بر اساس گفته‌های اهالی محل، دستور ساخت مسیر مواصلاتی پاوه به نوسود در سفر رضاخان به استان کرمانشاه صادر و برای آن فرصتی مشخص مقرر شده‌است. به دلیل استفاده از ابزارآلات ساده مانند بیل و کلنگ کار به کندی پیش رفته و مسئولان منطقه متوجه می‌شوند که اتمام کار در زمان مشخص غیرممکن خواهدبود. بنابراین از سمت نوسود نیز شروع به ساختن جاده می‌کنند. در نهایت یک قطعات خودروی جیپ را از هم باز کرده و با قاطر به آن سوی رود سیروان انتقال می‌دهند و سپس با گرفتن عکس و ارسال آن به تهران، مقامات دربار را مجاب می‌کنند که کار پایان یافته است. ساخت پل نیز بعداً و با تأخیر به پایان می‌رسد.
براساس شواهد محلی به دلیل سیلاب‌های شدید رود سیروان، پل دوآب دوبار بار در سیلاب‌های شدید رودخانه سیروان تخریب و دوباره بازسازی شده‌است. تاریخ دقیق این دو تخریب مشخص نیست. تخریب اول به دلیل قرارگیری نرده‌های فلزی دو سوی پل در سطح پایین تر از سطح ماشین رو پل اتفاق افتاده که با وقوع سیلاب این بخش ها تخریب شد. در تعمیر دوبارهٔ پل، نرده‌های فلزی در بخش فوقانی پل تعبیه شدند.
به دلیل اهمیت استراتژیک این پل، در جنگ ایران و عراق نیروهای عراقی چندین بار با بمباران این منطقه قصد تخریب آن را داشتند، اما به پل آسیبی نرسید. همچنین پس از بمباران شیمیایی حلبچه، که به آوارگی مردم کرد کردستان عراق منجر شد، پناهجویان کردستانی با گذر از روی این پل خود را به هورامان و کرمانشاه رساندند.
پس از آبگیری سد هیروی وبا تکمیل بند انحرافی واقع در روستای هیروی شایعاتی منتشر شده‌است که پل دوآب در زیر تراز نرمال دریاچهٔ سد قرار خواهد گرفت و به زیر آب خواهد رفت. ضمناً در کنار پل دوآب پلی جدید و بتونی به نام پل شهدای سیروان ساخته شده و رفت‌وآمد خودروها به این مسیر جدید منتقل شده‌است.

## مصالح و تکنولوژی ساخت
در ساخت پل دوآب از مصالح ابتدایی همچون سنگ و آهن استفاده شده‌است. مسیر حرکت دارای پوشش فلزی است و از کنار هم قرار دادن تیرهای آهن درست شده‌است. گفته می‌شود که ساخت پل با مشاوره و همراهی مهندسین خارجی (احتمالاً آلمانی یا اتریشی) بوده‌است.
پس از گذشت چند دهه مشخص شده که سازندگان پل از میزان دبی رودخانه سیروان و طغیان‌های آن دانش خوبی داشته‌اند، چرا که پل را در نقطه‌ای ساخته‌اند که عرض رودخانه بسیار زیاد شده، سرعت آب به کمترین میزان خود رسیده و به دلیل پخش شدن آب در عرض رودخانه، قدرت تخریب آن بسیار کاهش می‌یابد.

## ویژگی‌های ظاهری
پل دوآب عرض کمی دارد و تنها یک خودرو می‌تواند به صورت همزمان از روی آن عبور کند. همچنین این پل دارای ۵ دهنه است که یک دهنه بزرگ‌تر از بقیه است. سه دهنه در غرب و یک دهنه در شرق دهنهٔ اصلی قرار دارد.